# Jean-Louis Tournadre

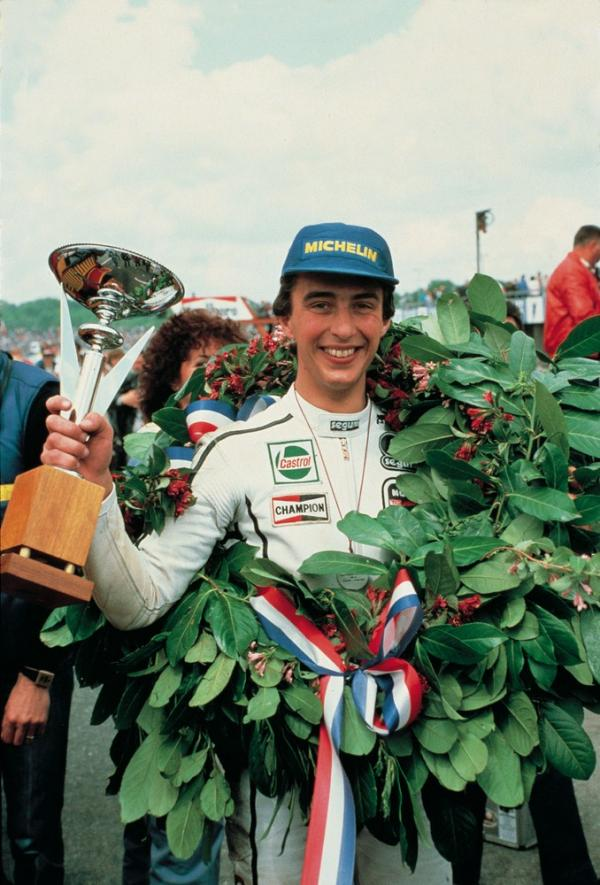
Jean-Louis Tournadre, 1982

Jean-Louis Tournadre (* 17. November 1958 in Clermont-Ferrand) ist ein ehemaliger französischer Motorradrennfahrer.
In der Saison 1982 gewann er auf Yamaha TZ 250 den Weltmeistertitel in der 250-cm³-Klasse der Motorrad-Weltmeisterschaft und wurde damit der erste französische Weltmeister in der Geschichte der FIM-Straßenweltmeisterschaft.

## Karriere
Jean-Louis Tournadre debütierte im Jahr 1980 beim Großen Preis von Großbritannien in der 350-cm³-Klasse auf Bimota in der Motorrad-Weltmeisterschaft, bestritt in diesem Jahr aber nur insgesamt drei Grands Prix.
Ab der Saison 1981 startete der Franzose dann auf Yamaha permanent in der 250er-Klasse. Beim letzten Saisonlauf, dem Großen Preis der Tschechoslowakei in Brünn konnte er mit dem dritten Platz seine erste Podiumsplatzierung feiern. Mit 37 Punkten erreichte Tournadre den siebten Rang im Gesamtklassement.
Die Saison 1982 war die mit Abstand beste in Tournadres Karriere. Bei seinem Heimrennen in Nogaro gelang ihm unter der Abwesenheit von Toni Mang und Carlos Lavado, die das Rennen wegen der ihrer Meinung nach zu gefährlichen Strecke boykottierten, der einzige Grand-Prix-Sieg seiner Laufbahn. In der Gesamtwertung der Viertelliterklasse setzte er sich mit einem Punkt Vorsprung gegen seinen härtesten Widersacher Toni Mang durch, der in dieser Saison immerhin fünf Rennen gewonnen hatte. Ausschlaggebend für Jean-Louis Tournadres Erfolg war vor allem seine Konstanz. Von zwölf Rennen beendete er acht auf dem Siegerpodest, erreichte immer die Punkteränge und schied kein einziges Mal aus. Seine schlechteste Platzierung überhaupt war ein siebter Platz beim Grand Prix von Finnland.
Auch 1983 startete Tournadre weiterhin für Yamaha in der 250-cm³-Klasse. Am 19. März 1983, beim Großen Preis von Südafrika, verletzte er sich bei einem Sturz jedoch so schwer, dass er für einige Monate keine Rennen mehr bestreiten konnte.
In der Saison 1986 versuchte der Franzose, wiederum auf Yamaha, noch einmal in der Weltmeisterschaft Fuß zu fassen. Er konnte jedoch keinen einzigen Punkt holen und entschied sich deshalb, seinen Helm an den Nagel zu hängen und sich vom Motorradrennsport zurückzuziehen.
Insgesamt bestritt Jean-Louis Tournadre in seiner Karriere 37 Grand-Prix-Rennen und konnte einen Sieg und neun Podiumsplatzierungen feiern.

## Statistik

### Erfolge
- 1982 – 250-cm³-Weltmeister auf Yamaha
- 1 Grand-Prix-Sieg

### In der Motorrad-Weltmeisterschaft
| Saison | Klasse  | Motorrad | Rennen | Siege | Zweiter | Dritter | Poles | Schn. Runden | Punkte | Ergebnis    |
| ------ | ------- | -------- | ------ | ----- | ------- | ------- | ----- | ------------ | ------ | ----------- |
| 1980   | 250 cm³ | Yamaha   | 1      | –     | –       | –       | –     | –            | 1      | 32.         |
| 1980   | 350 cm³ | Rieju    | 2      | –     | –       | –       | –     | –            | 5      | 20.         |
| 1981   | 250 cm³ | Yamaha   | 5      | –     | –       | 1       | –     | –            | 34     | 7.          |
| 1982   | 250 cm³ | Yamaha   | 12     | 1     | 4       | 3       | –     | 2            | 118    | Weltmeister |
| 1983   | 250 cm³ | Yamaha   | 9      | –     | –       | –       | –     | –            | –      | –           |
| 1986   | 250 cm³ | Yamaha   | 8      | –     | –       | –       | –     | –            | –      | –           |
| Gesamt | Gesamt  | Gesamt   | 37     | 1     | 4       | 4       | 0     | 2            | 158    |             |